# 미나미히코네역
미나미히코네역(일본어: 南彦根駅, みなみひこねえき 미나미히코네에키[*])은 일본 시가현 히코네시에 위치한 서일본 여객철도의 역이다.

## 역 구조
상대식 승강장으로 2면 2선이 있는 지상역이다. 역사는 고가 형태이다. 시가 현내의 JR 노선의 복복선화 추세에 대비하여 건설 당시 외선에 선로의 설치가 가능한 여유 공간을 만들어 놓았다. 현재는 승강 환경의 개선 (배리어 프리) 공사에 따라 설치된 엘리베이터가 해당 공간을 점유하고 있다.
서일본 여객철도의 자회사인 서일본 여객철도 교통 서비스가 위탁 운영하고 있으며 이코카의 사용이 가능하다.
| 1 | ■ 비와코 선 (상행) | 마이바라 · 나가하마 · 오가키 방면 |
| 2 | ■ 비와코 선 (하행) | 구사쓰 · 교토 · 오사카 방면       |

## 승차량 변동
| 회사      | 승차 인원 | 승차 인원 | 승차 인원 | 승차 인원 | 승차 인원 | 승차 인원 | 승차 인원 | 승차 인원 | 주 석 |
| 회사      | 1993년    | 1994년    | 1995년    | 1996년    | 1997년    | 1998년    | 1999년    | 2000년    | 주 석 |
| --------- | --------- | --------- | --------- | --------- | --------- | --------- | --------- | --------- | ----- |
| JR 서일본 | 3288      | 3230      | 3545      | 4354      | 4409      | 4543      | 4510      | 4604      | [ 1 ] |
| 회사      | 2001년    | 2002년    | 2003년    | 2004년    | 2005년    | 2006년    | 2007년    | 2008년    |       |
| JR 서일본 | 4555      | 4511      | 4490      | 4547      | 4703      | 4800      | 4935      | 5035      | [ 1 ] |

## 연혁
- 1981년 6월 30일: 일본국유철도 도카이도 본선의 여객 전용역으로 개업하였다.
- 1987년 4월 1일: 민영화에 따라 서일본 여객철도 소속 역이 되었다.
- 2003년 11월 1일: IC 카드인 이코카의 사용이 개시되었다.

## 인접정차역
| 서일본 여객철도 도카이도 본선 | 서일본 여객철도 도카이도 본선 | 서일본 여객철도 도카이도 본선 |
| ----------------------------- | ----------------------------- | ----------------------------- |
| 히코네 나가하마 방면          | ■ 비와코 선 보통              | 가와세 히메지 방면            |